# Гордість і упередження (телесеріал, 1995)
«Гордість і упередження» (англ. Pride and Prejudice) — шестисерійний драматичний мінісеріал за однойменним романом англійської письменниці Джейн Остін, опублікованим 1813 року, який вийшов на екрани 1995 року на каналі Бі-бі-сі. Цей серіал — сьома екранізація роману. Попередні вийшли 1938, 1940, 1952, 1958, 1967 і 1980 року. Восьмою екранізацією став фільм 2005 року.
Серіал надихнув британську авторку Гелен Філдінґ на написання серії книжок про Бріджит Джонс. Колін Ферт зіграв роль Марка Дарсі, хлопця головної героїні, у фільмах «Щоденник Бріджит Джонс» і «Бріджит Джонс: Межі розумного».

## Сюжет

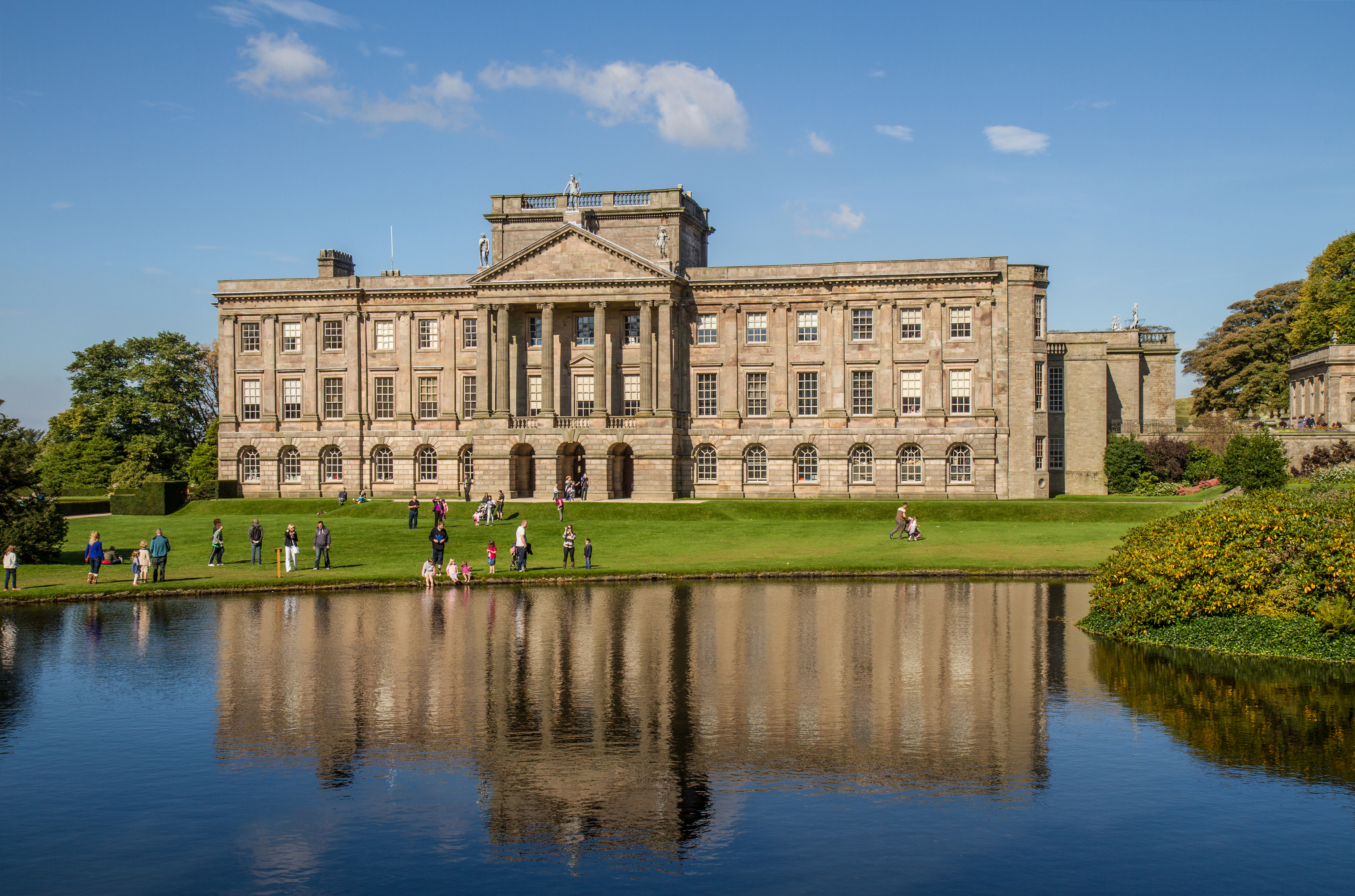
Лайма-парк у Чеширі, котрий використовувався під час зйомок як Пемберлі, маєток містера Дарсі у Дербіширі.

Дія серіалу відбувається наприкінці XVIII століття, а саме 1797 року. У містера і місіс Беннет п'ять неодружених дочок із дуже малим посагом. У їхній окрузі оселяється заможний молодик, містер Бінґлі. Його увагу одразу привертає Джейн, найстарша з сестер Беннет, в котру він закохується з першого погляду. Однак сестри містера Бінґлі не схвалюють його вибору, вони вважають, що Беннети надто бідні й невиховані. Їхню думку поділяє близький друг містера Бінґлі — містер Дарсі, вельми забезпечений молодий джентльмен. Проте, несподівано для самого себе, він усвідомлює, що закохується в Елізабет, другу дочку Беннетів. Згодом до сусіднього міста приїздить привабливий лейтенант Вікгем. Йому буцімто відома якась таємниця, що може неабияк зашкодити репутації містера Дарсі.

## Зміст серій
- Епізод 1

Містер Чарльз Бінґлі, заможний джентльмен з півночі Англії, орендує на літо маєток Незерфілд у Гартфордширі, недалеко від містечка Мерітон. Місіс Беннет прагне понад усе видати за нього одну зі своїх п'яти дочок: Джейн, Елізабет, Мері, Кітті або Лідію. Бінґлі відразу подобається Джейн, котру він запрошує на танець на першому ж балу. Тим часом його друг містер Дарсі (річний прибуток якого, за чутками, удвічі перевищує прибутки Бінґлі) відмовляється танцювати з ким-небудь і досить зневажливо говорить про Елізабет. Вона чує його зауваження, і її неприємне враження стосовно містера Дарсі підтверджується згодом, на прийомі в Лукас Лодж. Два дні, які Елізабет проводить у Незерфілді, доглядаючи за хворою Джейн, ще більше підсилюють її неприязнь до Дарсі.
- Епізод 2

Беннетів відвідує їхній родич — містер Коллінз, священник з Кенту. Він має успадкувати їхній будинок, Лонґборн, оскільки Беннети не мають спадкоємця чоловічої статі. Коллінз вирішує одружитися з Елізабет, щоб зберегти будинок для родини. Під час прогулянки в Мерітон сестри Беннет зустрічають новоприбулих офіцерів, серед яких — лейтенант Джордж Вікгем. Елізабет зауважує холодну зустріч Дарсі і Вікгема, і тоді офіцер розповідає їй, як Дарсі ошукав його, відмовившись надати церковну парафію, обіцяну батьком Дарсі. Тепер Вікгем не має ані грошей, ані надій на майбутнє. Лізі глибоко йому співчуває. На балу в Незерфілді містер Дарсі дивує Елізабет запрошенням на танець, яке вона неохоче приймає. На ранок після балу містер Коллінз освідчується Лізі, проте вона відповідає відмовою. Місіс Беннет хоче примусити Елізабет вийти за Коллінза, але батько пристає на бік доньки. Шарлотта Лукас, подруга Елізабет, запрошує Коллінза в Лукас Лодж.
- Епізод 3

Елізабет вражена, дізнавшись, що Шарлотта погодилася одружитися з Коллінзом. Тим часом містер Бінґлі їде з Незерфілду до Лондона. Джейн гостює в Лондоні у свого дядька, містера Ґардінера, проте незабаром розуміє, що сестри містера Бінґлі відкрито її ігнорують. Елізабет їде в Кент, у гості до Шарлотти і її чоловіка. Будинок містера Коллінза розташований поряд із Розінгз — резиденцією леді Кетрін де Бурґ. Оскільки леді Кетрін — тітка містера Дарсі, Лізі зустрічається з ним кілька разів. Незабаром Елізабет дізнається, що містер Дарсі доклав усіх зусиль, аби розлучити містера Бінґлі і її сестру Джейн. Саме того дня Дарсі освідчується Елізабет, запевняючи, що він пристрасно кохає її, навіть попри те, що родина Лізі не відповідає високому статусу самого Дарсі. Елізабет відмовляє джентльмену, вказуючи на його гордість, зарозумілість і зневагу до почуттів інших людей. Окрім того, дівчина звинувачує Дарсі в тому, що він посприяв розлученню містера Бінґлі та Джейн, а також занапастив життя містера Вікгема.
- Епізод 4

Дарсі пише листа до Елізабет, пояснюючи свої дії стосовно Джейн і Бінґлі. Він помилився в почуттях Джейн, вважаючи, що вона байдужа до Бінґлі. Вікгем насправді виявився негідником, котрий намагався втекти із сестрою Дарсі, 15-річною Джорджіаною і отримати її величезний посаг. Елізабет, усвідомивши свою помилку, почувається винною через те, як вона грубо повелася з містером Дарсі. Повернувшись у Лонґборн, Лізі дізнається, що містер Беннет дозволив Лідії поїхати до Брайтона, де вона буде компаньйонкою дружини полковника Форстера. Сама Лізі вирушає з дядьком і тіткою Ґардінер у подорож по скелястому краю і відвідує Дербішир. Тітка вмовляє Лізі навідатися у Пемберлі, маєток містера Дарсі. Елізабет погоджується, дізнавшись, що влітку родина мешкає в Лондоні. Пемберлі викликає у Ліззі щире захоплення, і вона уважно слухає розповіді прислуги про доброту і шляхетність господаря. Тим часом містер Дарсі, нікого не попередивши, повертається в маєток. Прибувши, він вирішує скупатися в озері, і, йдучи додому в мокрій сорочці і з мокрим волоссям, натрапляє на Елізабет. Після незручної бесіди з нею йому вдається відкласти від'їзд дівчини та її родичів. Елізабет здивована його ласкавістю і приязним ставленням.
- Епізод 5

Ґардінери та Елізабет одержують запрошення в Пемберлі, де Дарсі і Лізі обмінюються виразними поглядами. Наступного ранку Лізі отримує листа від Джейн, в якому йдеться про втечу Лідії з містером Вікгемом. Несподіваний візит Дарсі заскочив дівчину зненацька і вона розповідає йому всі подробиці. Дарсі висловлює співчуття і незабаром йде. Елізабет здається, що вона більше ніколи його не побачить. У Лонґборні містер і місіс Беннет намагаються вгамувати скандал, пов'язаний із Лідією. Незабаром вони одержують листа від містера Ґардінера, котрий повідомляє, що Лідію і Вікгема нарешті знайшли і скоро вони візьмуть шлюб. Містер Беннет переймається тим, що містер Ґардінер заплатив Вікгему значну суму грошей, щоб змусити його одружитися, а сам містер Беннет не зможе відшкодувати такі видатки.
- Епізод 6

Лідія ненароком розбовкала, що Дарсі був на її весіллі. Елізабет пише листа тітці, в якому просить пояснити цю незвичайну обставину. Місіс Ґардінер написала небозі, що саме Дарсі відшукав Лідію і сплатив усі витрати, зокрема й борги Вікгема. Бінґлі повертається в Незерфілд, а після того, як Дарсі вибачився за своє втручання в його особисте життя, Бінґлі їде в Лонґборн і освідчується Джейн. У цей час до леді Кетрін доходять чутки, що її небіж заручений із Елізабет. Охоплена люттю, вона несподівано навідується в Лонґборн і розпитує Елізабет, чи вона справді заручена з містером Дарсі. Леді Кетрін наполягає на тому, що Дарсі заручений із її дочкою, Енні. Вона також вимагає від Лізі пообіцяти, що дівчина в жодному разі не погодиться на шлюб з містером Дарсі. Втім, Елізабет відмовляється приставати на такі вимоги. Коли Дарсі приїхав у Лонґборн, Лізі дякує йому за те, що він посприяв шлюбу Лідії та Вікгема. Дарсі був приємно вражений тим, що йому вже розповіла леді Кетрін, тож джентльмен зізнається, що він досі закоханий в Елізабет і все ще хоче з нею одружитися. Елізабет погоджується вийти за нього заміж. Містера Беннета дуже здивував вибір його дочки, але Лізі запевнила його, що вона кохає містера Дарсі. Серіал завершується подвійним весіллям Бінґлі з Джейн і Дарсі з Елізабет.

## У ролях
| Актор                | Роль                |
| -------------------- | ------------------- |
| Колін Ферт           | Фіцвільям Дарсі     |
| Дженніфер Елі        | Елізабет Беннет     |
| Кріспін Бонем-Картер | Чарльз Бінґлі       |
| Сюзанна Гаркер       | Джейн Беннет        |
| Анна Ченселлор       | Керолайн Бінґлі     |
| Барбара Лі-Гант      | Леді Кетрін де Бурґ |
| Адріан Лукіс         | Джордж Вікгем       |
| Джулія Савалія       | Лідія Беннет        |
| Елісон Стедман       | Місіс Беннет        |
| Бенжамін Вітроу      | Містер Беннет       |
| Поллі Маберлі        | Кітті Беннет        |
| Емілія Фокс          | Джорджіана Дарсі    |
| Ентоні Калф          | Полковник Фіцвільям |
| Люсі Брайерс         | Мері Беннет         |
| Тім Вілтон           | Містер Ґардінер     |
| Джоанна Девід        | Місіс Ґардінер      |
| Вікторія Гемілтон    | Місіс Форстер       |
| Девід Бамбер         | Містер Коллінз      |
| Надя Чемберс         | Анна де Бурґ        |
| Люсі Скотт           | Шарлотта Лукас      |
| Люсі Девіс           | Марія Лукас         |
| Крістофер Бенджамін  | Сер Вільям Лукас    |
| Лінн Фарлей          | Місіс Філіпс        |
| Руперт Вансіттарт    | Містер Герст        |
| Люсі Робінсон        | Місіс Герст         |

## Критика
Газета «The New York Times» назвала цю екранізацію «дотепною сумішшю любовної інтриги і соціальної нерівності, розбавленої амбіціями та ілюзіями провінційного дворянства». Серіал був схвалений критикою і мав величезний успіх у Великій Британії.

## Нагороди та номінації
Виконавиця ролі Елізабет Беннет Дженніфер Елі одержала нагороду «BAFTA» як найкраща акторка, серіал також було удостоєно премії «Еммі» за найкращі костюми. Роль містера Дарсі підняла Коліна Ферта до статусу зірки. Сцена з містером Дарсі в мокрій після купання в озері сорочці визнана «одним із найнезабутніших моментів в історії британського телебачення».

## Україномовне озвучення
Багатоголосе україномовне озвучення створене у 2006 році на замовлення телеканалу СТБ.